# 科里·伯爾納迪
科里·伯爾納迪（Cory Bernardi，1969年11月6日—）是一位澳洲政治人物，他的黨籍是澳洲自由黨。自2006年開始，他是代表南澳洲州的澳大利亞參議院議員之一。他也是保守革命的作者他於2017年創立保守黨，但又於2019年取消註冊。他是一位羅馬天主教信徒。